# الكهوف في صوماليلاند

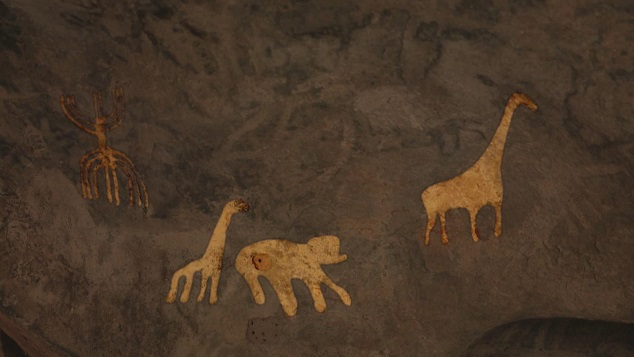
حيوانات برية صورت في كهوف دايمول بصوماليلاند، وقد انقرض الكثير منها في المنطقة.

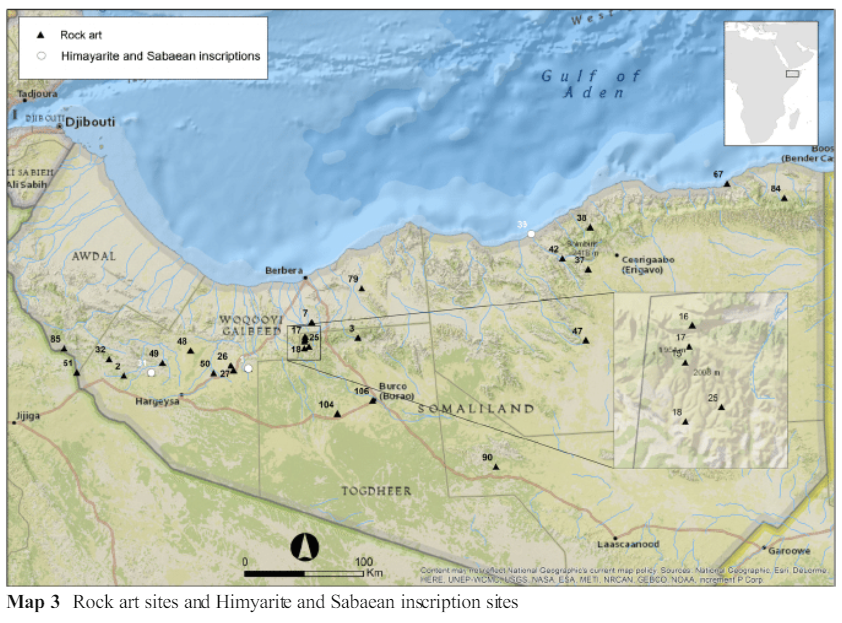
تظهر خريطة صوماليلاند مواقع الفن الصخري والحميري والسبأين.

يوجد في صوماليلاند العديد من الكهوف، وبعضها لم يكتشف بعد. هذه هي جودة اللوحات التي من المحتمل أن تُمنح 10 مواقع على الأقل، منتشرة عبر التضاريس شبه الصحراوية، مكانة التراث العالمي. ومع ذلك، فإن صوماليلاند هي بلد يخفي تاريخه تمامًا.
يقع الكهف المعقد والملاجئ الصخرية في لاس غيل وداغا كوريه وداغا نبي غالاي على بعد 30-45 دقيقة فقط خارج هرجيسا عاصمة صوماليلاند، الجمهورية المعلنة من جانب واحد. تعرض لوحات الكهوف في المواقع الفنية الرائعة من العصر الحجري الحديث، وتعتبر من أفضل اللوحات الصخرية المحفوظة في جميع أنحاء أفريقيا، وهي ضرورية لإرث القرن الأفريقي التاريخي والتراثي.

## مع الفن الصخري

### لاس جيل

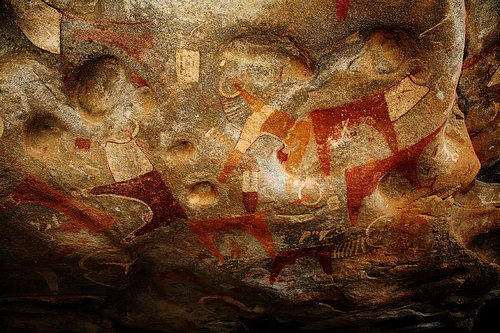
الفن الصخري من العصر الحجري الحديث في لاس غيل.

لاس غيل (بالصومالية: Laas Geel)‏، هي تشكيلات كهفية في الضواحي الريفية لهرجيسا، صوماليلاند. تحتوي على بعض أقدم لوحات الكهوف المعروفة في القرن الأفريقي. يقدر تاريخ الفن الصخري لها بين 9000 و3000 سنة قبل الميلاد.

### دغة نبي جلاي

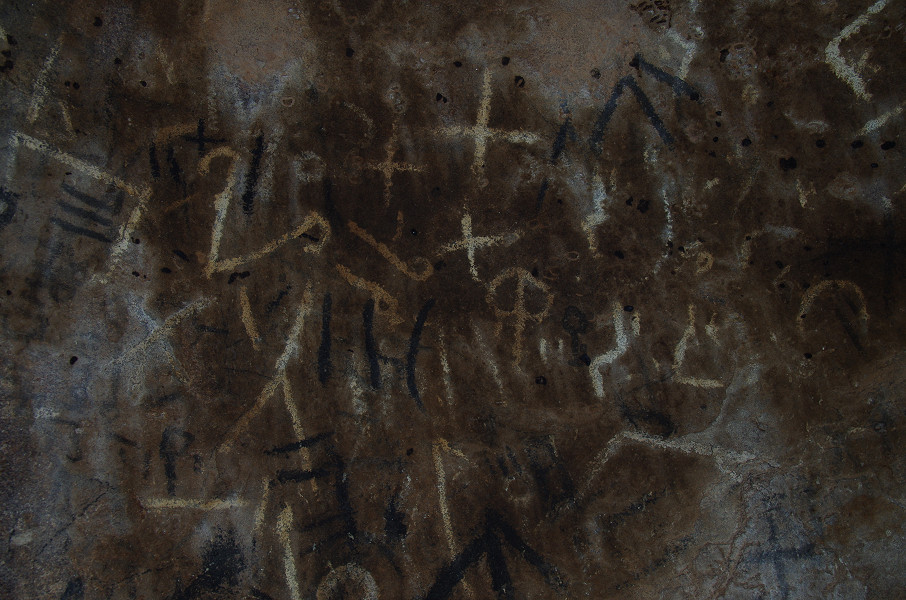
الفن الصخري من العصر الحجري الحديث في دغة نبي غالاي.

يعد دغة نبي جلاي أحد المواقع المرتبطة بلاس غيل، وهو فريد من نوعه من حيث أنه يتميز بما يعتبر أول أمثلة للكتابة في شرق إفريقيا. تم إجراء القليل من الأبحاث على هذا الموقع، لكنه يوفر فرصة رائعة لدراسة القرن الأفريقي الحديث قبل دخول الإسلام.

### دغة كوريه

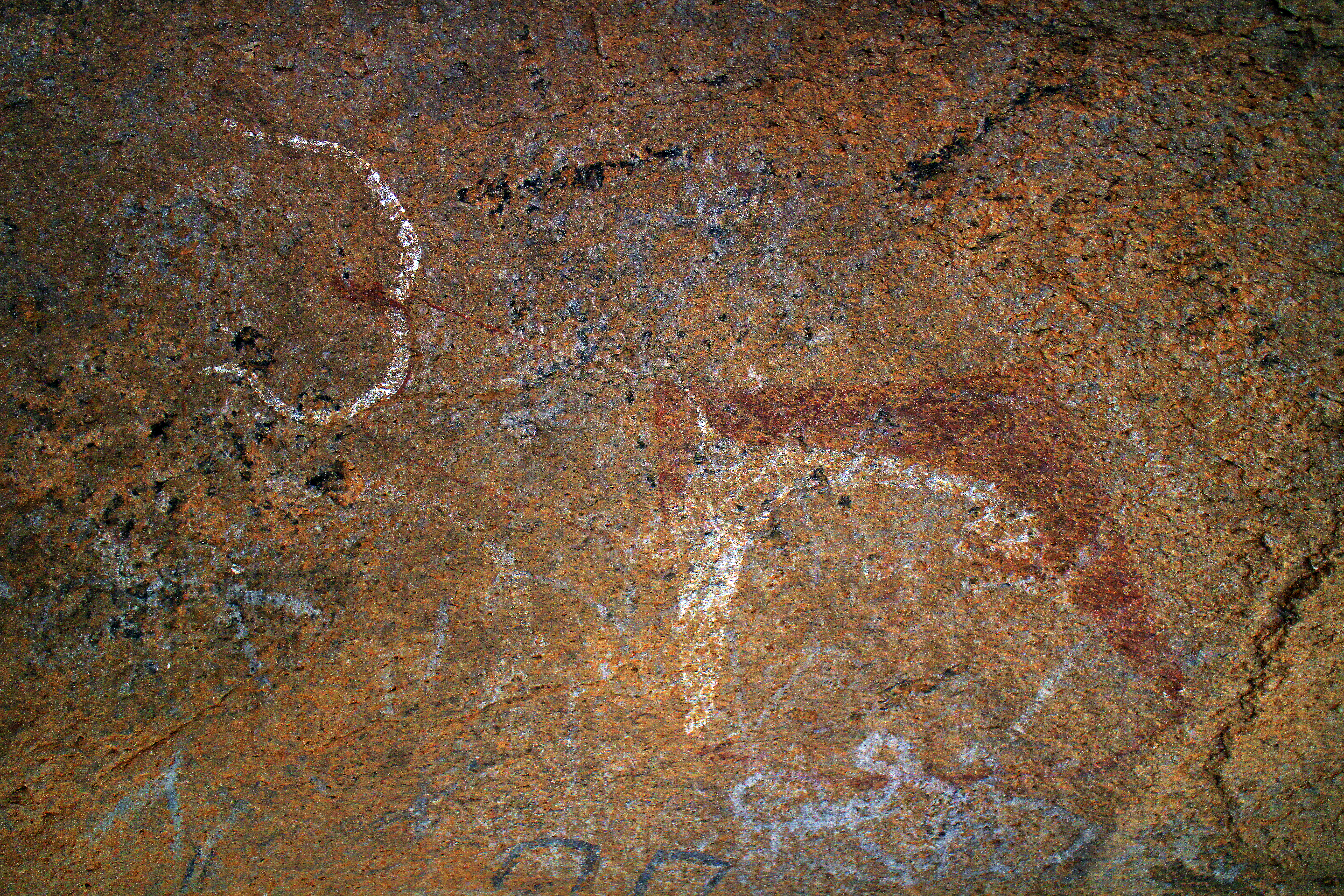
يعرض دغة كوريه معظم اللوحات الصخرية التي تصور الأبقار في صوماليلاند.

دغة كوريه يترجم إلى «الحجر بالرأس» في اللغة الصومالية. يقع الموقع في مناظر طبيعية جميلة وخضراء طبيعية مع أراضي زراعية خصبة قريبة، والملاجئ الصخرية مصنوعة من نتوءات حجرية مع صخور ترتكز على بعضها البعض فوق حوالي 4 مدى الجرانيت الذي يبلغ طوله كيلومترًا. تم العثور على أكبر عدد من اللوحات الفنية الصخرية التي تصور الأبقار الكبيرة في صوماليلاند في المأوى 1 في دغة كوريه مما يجعل هذا الموقع فريدًا من بين مواقع الفن الصخري في صوماليلاند.

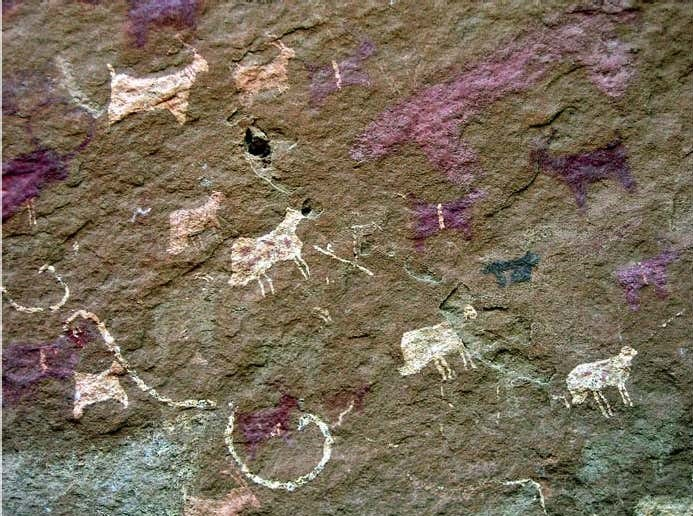
الثعابين والأغنام والماعز متعددة الألوان مع عناصر رمزية في دامبالين.

دامبالين («جبل نصف مقطوع رأسياً») موقع أثري في إقليم الساحل الشمالي الغربي في صوماليلاند. يحتوي الملجأ الصخري المصنوع من الحجر الرملي على فن صخري يصور حيوانات مختلفة، مثل الأبقار ذات القرون والماعز، وكذلك الزرافات، وهي حيوان لم يعد موجودًا في منطقة صوماليلاند. يعرض الموقع أيضًا أقدم صور معروفة للأغنام في صوماليلاند. تم اكتشافه في خريف عام 2007، وقام سكان بينيو ظاهر بإبلاغ الفن الصخري لعالمة الآثار الصومالية سادا مير، مديرة قسم الآثار في وزارة السياحة والثقافة في صوماليلاند.

### دايمول
دايمول هو موقع أثري في إقليم الساحل في صوماليلاند. تمتلئ جدران الكهف بجمال بيضاء مملوءة ومحددة، وأرباع مجهولة الهوية ورموز. معظم الرسومات ذات الأربع أرجل تخطيطية ومصورة في وضع مستقيم متجهًا لليمين. يعتقد أن عمر كهوف دايمول يتراوح بين 3000 و5000 سنة.

### شموشيموه أو هاد

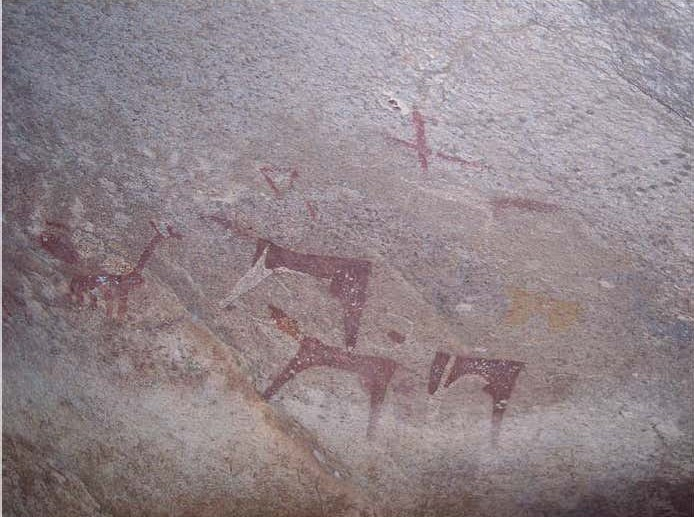
قطيع من الأبقار والزرافة في هاد، سناج.

تم العثور على رسومات الكهوف في شموشيموه شمال ايرجافو. تم العثور على اللوحة من قبل جاما دابان وزملائه في عام 2010 ولكن تم الإعلان عنها الآن بعد استعادة الصور الملتقطة. توجد في أماكن أخرى في منطقة جوبان شمال شموشيموه بعضًا من أقدم لوحات الديناصورات في القرن الأفريقي. تعتبر لوحات الديناصورات هي الأولى التي تم العثور عليها في صوماليلاند، شموشيموه هو موقع قريب من سوراد وهو أعلى جبل في صوماليلاند والصومال.